# Проспект Строителей (Иваново)
Проспе́кт Строи́телей — улица в южной части города Иваново, названная в советский период в честь строителей. Располагается между двумя другими крупными улицами — Лежневской и Куконковых. Рядом, параллельно проспекту Строителей, располагается проспект Текстильщиков.

## История
Проспект образован в 1967 году путём слияния 12-й Земледельческой и Трактовой улиц.
Первоначально проспект застраивался пятиэтажными домами, затем стали появляться девяти- и двенадцатиэтажные дома.
В настоящее время одна из крупных транспортных артерий южной части города.

## Архитектура
- АО Водоканал (дом 4а)
- Детский сад № 147 (дом 5)
- Ивановская соборная мечеть (дом 19)
- Управление Федерального казначейства по Ивановской области (дом 21)
- ТРЦ «Ясень» (дом 25)
- Спорткомплекс Ледовый парк (дом 25а)
- Спортивный комплекс World Class (бывший «СККК» — Спортивный комплекс Камвольного комбината) (дом 27а)
- РОСТО/ДОСААФ (дом 31)
- Ивановская академия государственной противопожарной службы МЧС России (дом 33)
- Дом моды (дом 35)
- Детский сад № 167 (дом 42)
- ТЦ «Узбекистан» (дом 50а)
- Школа № 50 (дом 63)
- Школа № 20 (дом 94а)
- Спорткомплекс «Искра Льда» бывший кинотеатр «Искра-Delux» (дом 96)
- Детский сад № 169 (дом 114а)
- ТЦ «Новость» (дом 122)
- Ивановский колледж лёгкой промышленности (дом 124)
- Рынок «Новость» (дом 128)

## Галерея

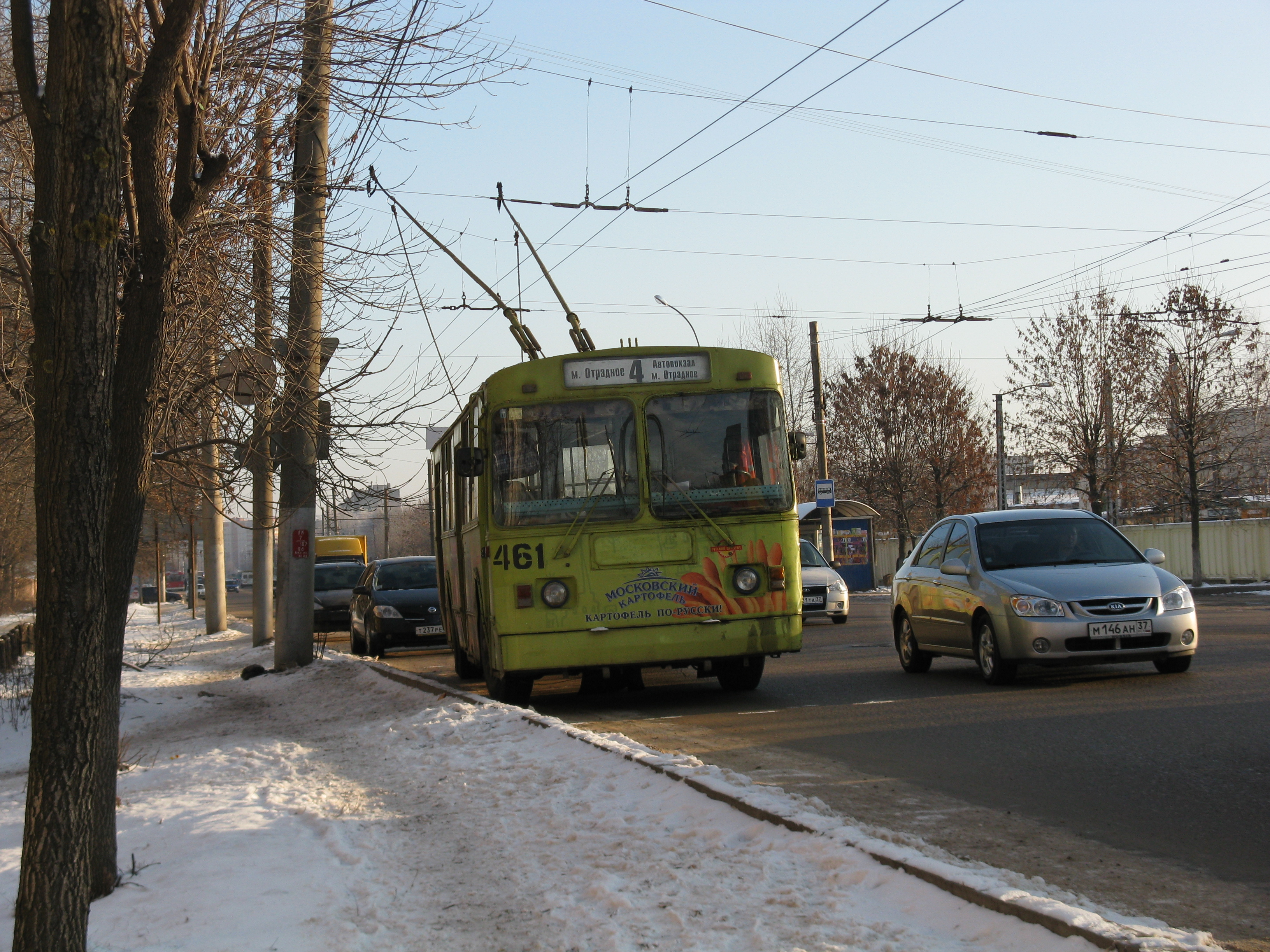
Троллейбус в районе ТТУ
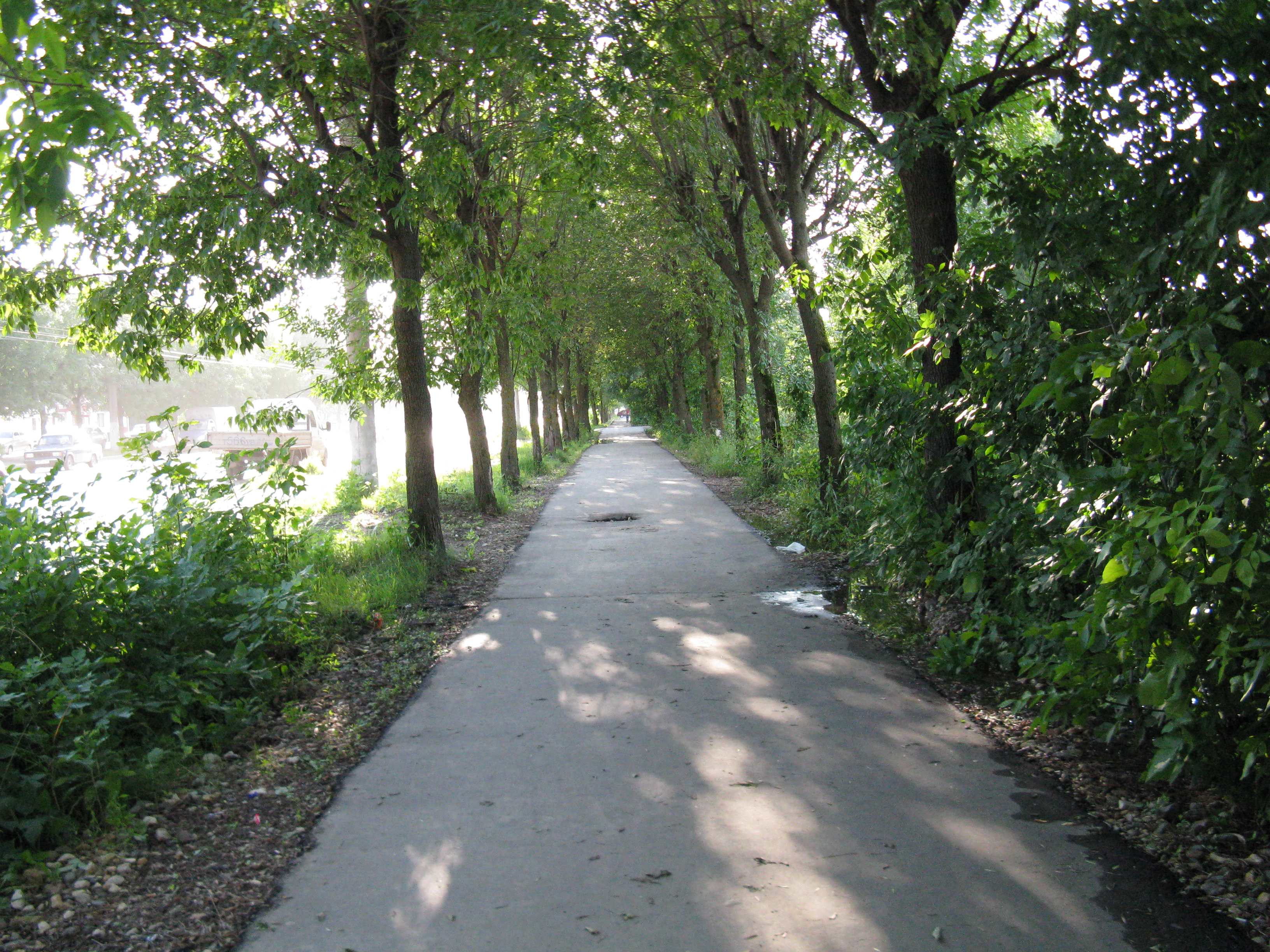
Пешеходная аллея
В районе Дома моды
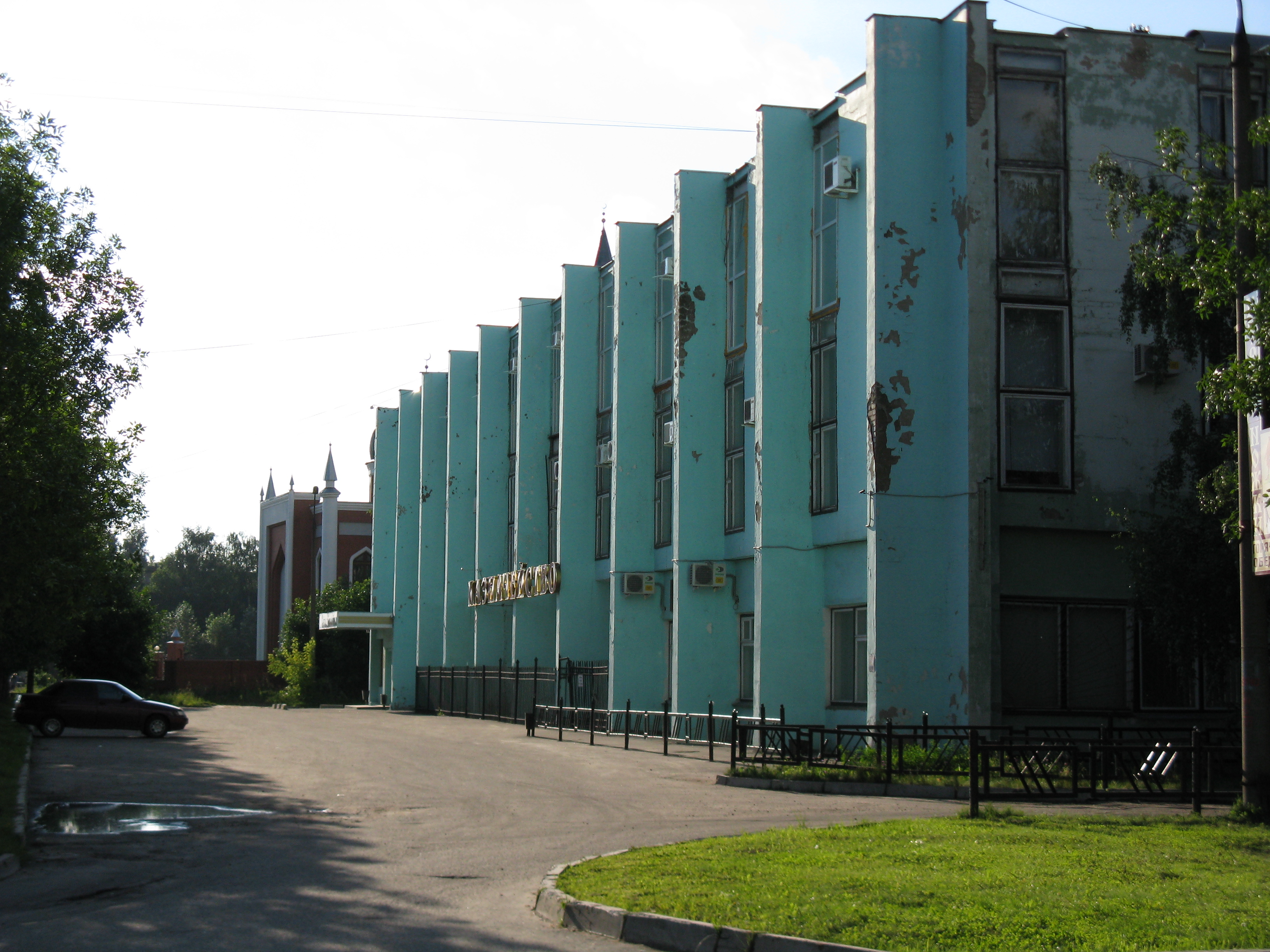
Казначейство
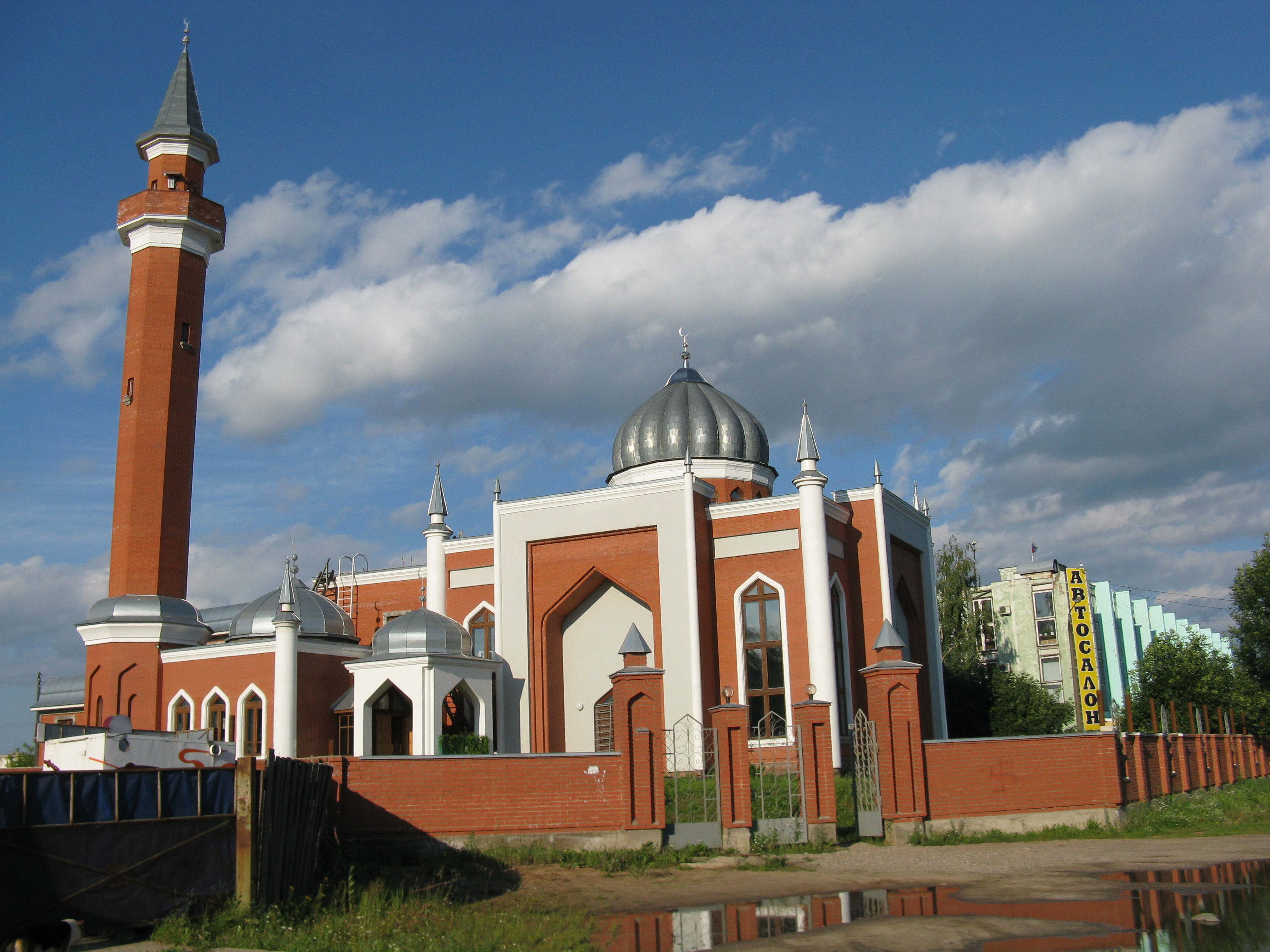
Ивановская соборная мечеть
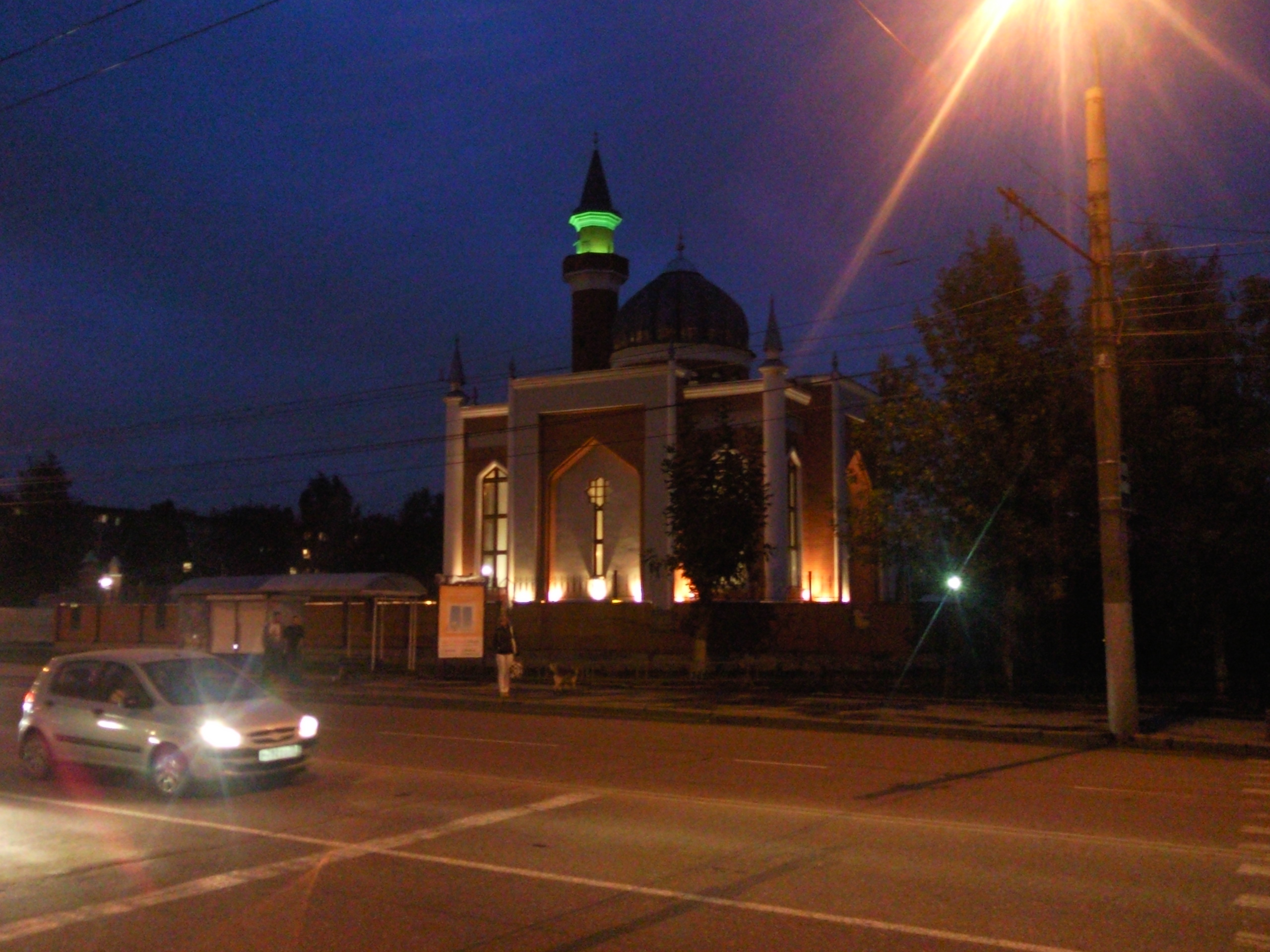
Мечеть ночью